# Sean Banan inuti Seanfrika
Sean Banan inuti Seanfrika är en svensk komedifilm från 2012 i regi och manus av Jesper Andersson. Bland huvudrollsinnehavarna är Sean Samadi ("Sean Banan)", Dr. Alban, Kikki Danielsson och Johannes Brost. 
Sean Banan beskriver filmen som en "roadmovie kryddad med båtjakter, vilda djur och en väldigt ilsken Dr Alban" och jämför den med den sydafrikanska komedin Gudarna måste vara tokiga från 1980, medan producenten Lukas Wojarski beskriver filmen som en "afrikansk roadmovie där fiktion blandas med dokumentär".
Filmen mottogs med genomgående negativa recensioner och har av flera recensenter beskrivits som en av de sämsta svenska filmer som någonsin gjorts och har även kritiserats för att förmedla en förlegad syn på afrikaner. 

## Handling
Sean Banan reser till Afrika för att spela in en musikvideo med sin idol Kikki Danielsson. Men inspelningen blir svårare än han först trott, och det utvecklas till en roadmovie med båtjakter, vilda djur och en ilsken Dr. Alban.

## Rollista
- Sean Banan – sig själv
- Kikki Danielsson – sig själv
- Dr. Alban – sig själv
- Johannes Brost – ambassadören
- Armando Sando Vilanculos – regissören
- Antonio Rocha – hotellchefen
- Fatima Pedro – Fatima

## Produktion

### Idé och manus
Idén till filmen föddes när Lukas Wojarski i början av 2011 hörde av sig till Seans manager för att diskutera ett projekt att göra en svensk version av Sacha Baron Cohens rollfigur Borat med Sean Banan i huvudrollen. Manuset som i slutändan blev 26 sidor långt skrevs av Sean och filmens regissör och tillika manusförfattare Jesper Andersson på söndagsmorgnar i Humlegården när de båda var bakfulla och åt pizza tillsammans.
Eftersom Sean Banans karaktär enligt honom själv bygger på "improviserade interaktioner med individer av totalt motsatt karaktär" var det från början tänkt att filmen skulle utspela sig i Japan "där kontrasten mellan den stela lokalbefolkningen och den avslappnade Sean skulle bli som störst", men på grund av Jordbävningen vid Tohoku 2011 föreslogs Afrika istället eftersom det, enligt produktionsteamet, finns många olika sorters djur där och barn tycker om djur. Efter att Afrika hade bestämts tog rollsättningen vid och landade på Sean Banan, Kikki Danielsson, Johannes Brost och Dr. Alban. Om rollbesättningen har Sean Banan sagt: "Vi ville ha med karaktärer och människor som alla kände igen. Jag skulle dra barnfamiljerna, Brost skulle dra finkultursvenskarna, Kikki skulle dra en massa sköna Ullaredsmänniskor och Alban skulle dra sina fans."
Sommaren samma år reste Sean, Lukas och Jesper till Sydafrika för att leta efter inspelningsplatser och testa olika idéer. De hade bland annat tänkt spela in i kåkstaden Soweto, men avstod eftersom stämningen där var alltför ogästvänlig. Tillbaka i Sverige slutförde de manuset och i samband med det blev det klart att Sean skulle medverka i Melodifestivalen i februari kommande år och att en debutskiva skulle släppas samtidigt. Därmed skapades en tidsbegränsning och redan hösten samma år åkte filmteamet till Sydafrika för att påbörja filminspelningarna.

### Produktion
Filmen spelades in på en månad i Sydafrika och Maputo i Moçambique. Filmen producerades av Happy Fiction i samproduktion med bland annat Sonet Film, och distribuerades i Sverige av Svensk filmindustri.
Under inspelningarnas gång tvingades filmteamet att flera gånger skriva om manuset dagen innan en scen skulle spelas in, eftersom det bland annat kunde saknas rekvisita eller pengar för att spela in scenen.

## Mottagande
Sean Banan inuti Seanfrika fick när den kom nästan enbart starkt negativa recensioner. Kritiker.se, en webbsajt som sammanställer filmkritikers omdömen, hade utifrån 13 recensioner gett filmen poängen 1,4 av 5 möjliga. Fyra recensenter hade gett filmen ett, en nolla eller motsvarande och endast Expressen hade betygsatt den med tre getingar av fem möjliga. Svenska filminstitutet satte filmens snittbetyg till 0,82 av möjliga 5, vilket var den lägsta siffran institutet någonsin uppmätt.
Jan-Olov Andersson i Aftonbladet beskrev den som "ett gigantiskt bottennapp" och kallade filmen "en av de sämsta svenska filmerna nånsin". Även Sydsvenska Dagbladets recensent och Ronny Svensson för TV 4:s Nyhetsmorgon beskrev den som ett av den svenska filmhistoriens värsta misslyckanden. Recensenterna för Aftonbladet, Barometern, Göteborgs-Posten, Helsingborgs Dagblad, Moviezine och Svenska Dagbladet riktade också kritik mot filmen för att den framställt svarta afrikaner på ett fördomsfullt sätt och att den förmedlat klassiska stereotyper om fattiga, våldsamma och undernärda "infödingar" och Afrika som ett enda land.
Samadis skådespelarinsats och humor beskrevs konsekvent som outhärdligt infantil och filmens handling beskrevs som "tunnare än ett bananskal". Sydsvenska Dagbladet beskrev idén bakom filmens framställande som att "dumpa några skådespelare och musikartister iförda Butterickskläder i Moçambique och sedan bara låta kameran gå." Flera recensioner tog upp det motsägelsefulla i att Johannes Brost är med i filmen som en arg och rasistisk svensk ambassadör strax efter att han spelat i den kritikerhyllade Avalon. Kikki Danielssons roll beskrevs av vissa som emellanåt fyndig på grund av sin absurditet, men samtidigt på eller över gränsen till det tragiska.
Expressen var den enda större tidning som gav filmen ett relativt bra mottagande och beskrev Samadi som "småmysig" och kallade kombinationen av Brost, Danielsson och Samadi och en biroll av artisten Dr Alban för "potent komik".
Filmen sågs 2012 av 53 285 svenska biobesökare.

## Eftermäle
Våren 2014 gick produktionsbolaget Happy Fiction som producerade filmen i konkurs och varken Lukas Wojarski eller Jesper Andersson jobbar längre inom filmbranschen. Sean Banan inuti Seanfrika blev deras sista film.

## Musik
Filmens ledmotiv, "Seanfrika", är en duett mellan Sean Samadi och Kikki Danielsson. Låten finns med på Samadis debutalbum, Sean den förste Banan.